# Kodwo Eshun

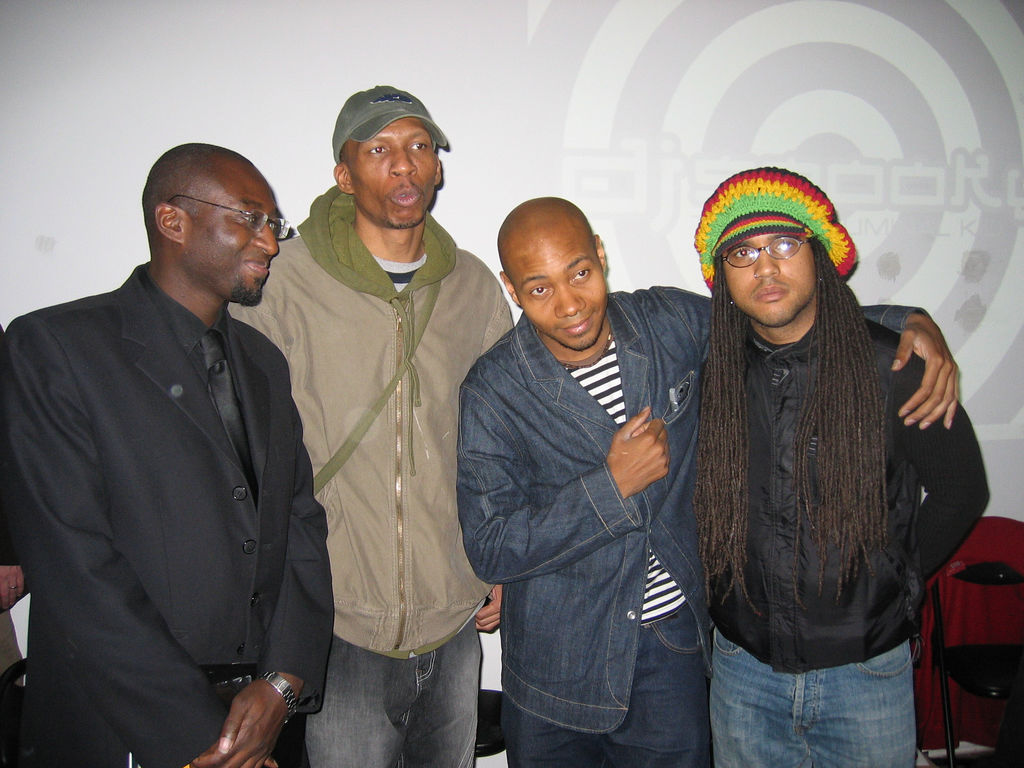
Kodwo Eshun (izquierda) junto con los músicos Hank Shocklee, Paul Miller y Daniel Bernard Roumain en Museo de Arte de Chelsea (2005).

Kodwo Eshun (Londres, 1967) es un escritor, teórico y cineasta británico-ghanés, especializado en la música, la cibercultura y el afrofuturismo. Actualmente es profesor de la licenciatura en Teoría del Arte contemporáneo en el Departamento de Culturas Visuales del Goldsmiths College (Universidad de Londres), y en el Programa de Maestría de Investigación CCC del Departamento de Artes Visuales en Universidad de Arte y Diseño de Ginebra. Su libro más célebre es «Más brillante que el sol», de 1998 (tít. original, More Brilliant than the Sun).

## Biografía
Nació y se crio en los suburbios del norte de Londres. Su padre fue un destacado diplomático del Reino Unido. Su familia es de origen fante, una comunidad étnica de Ghana, y su hermano menor es el escritor y periodista Ekow Eshun.
De joven, Kodwo Eshun estudió del universo de los cómics, de J. G. Ballard y del rock. Según su hermano,[cita requerida] el golpe de Estado de 1979 en Ghana llevado a cabo por Jerry Rawlings.
Estudió Literatura inglesa (Bachelor of Arts y Master of Arts) en la University College (de la Universidad de Oxford), así como Romanticismo y Modernismo en Universidad de Southampton.
En su primer libro, Kodwo Eshun ideó un sistema único de numeración de páginas, comenzando con números negativos. En la página −01[-017], escribió:
A los 17 años, Kodwo Eshun ganó una Beca Abierta para estudiar Derecho en la University College, Oxford. Después de ocho días se pasó a la teoría literaria, el periodismo de revistas y los clubes de carreras. No es un crítico o comentarista cultural, sino un ingeniero conceptual, un imaginador del fin del milenio que escribe sobre música electrónica, ciencia ficción, tecnocultura, cultura de juegos, cultura de las drogas, películas de posguerra y arte de posguerra para The Face, The Wire, i-D, Melody Maker, Spin, Arena y The Guardian.
Más tarde describió su decisión de dedicarse al periodismo musical profesionalmente como un acto devocional que incluía un voto de pobreza.

## Obra escrita
La escritura de Eshun trata sobre la cibercultura, la ciencia ficción y la música, con un enfoque particular en dónde estas ideas se cruzan con la diáspora africana. Ha contribuido a una amplia gama de publicaciones, incluidas The Guardian, The Face, The Wire, i-D, Melody Maker, Spin, Arena, Frieze, CR: The New Centennial Review y 032c. 
A partir de 2002, dejó el periodismo musical, y en la actualidad publica académicamente y enseña en Goldsmiths, Universidad de Londres, en el Departamento de Culturas Visuales, fundado por Irit Rogoff. En la década de 1990, se afilió a la Unidad de Investigación de Cultura Cibernética, un grupo de investigación interdisciplinario de la Universidad de Warwick.

### Más brillante que el sol
El libro de Eshun «Más brillante que el sol: Incursiones en la ficción sónica» (tít. original, More Brilliant than the Sun: Adventures in Sonic Fiction) fue publicado en 1998 y es «en su forma más simple... un estudio de visiones del futuro de la música, desde Sun Ra hasta 4 Hero». Escrito en un estilo que hace un uso extensivo de neologismos, jerga reapropiada y las palabras compuestas, el libro explora la intersección de la música negra y la ciencia ficción desde un punto de vista afrofuturista.

### Architechtronics
Architechtronics ('arquitectrónica') es una colaboración de Eshun con Franz Pomassl grabada en vivo en el AR-60-Studio (ORF/FM4) de Viena en 1998. La contribución de Eshun es la recitación de un texto titulado Black Atlantic Turns the Flow Line que condensa gran parte de la temática de Más brillante que el sol.

### Further Considerations on Afrofuturism
El artículo de Eshun Further Considerations on Afrofuturism ('Consideraciones más profundas sobre el afrofuturismo') fue publicado en CR: The New Centennial Review, vol. 3, n.º 2 (2003). A través de este artículo, expone la historia y la trayectoria del afrofuturismo. 
Clarifica las funciones específicas de este género, específicamente su capacidad «para diseñar una retroalimentación entre [un] futuro preferido y [un] volverse presente» y «fomentar un proceso de desalienación». Eshun despliega un dispositivo de encuadre poco convencional, invitando al lector a imaginar «un equipo de arqueólogos africanos del futuro» intentando reconstruir la subjetividad afrodiaspórica del siglo XX a través de un estudio comparativo de varios medios y artefactos culturales. 
Esta técnica de encuadre puede leerse en términos de la noción «cronopolítica» de Eshun, las «complicaciones temporales y episodios anacrónicos que perturban el tiempo lineal del progreso, ajustando las lógicas temporales que condenaron a los sujetos negros a la prehistoria». 
Kodwo, en línea con Toni Morrison y otros, posiciona a los esclavos africanos como los primeros sujetos modernos, así como sujetos del «mundo real» de escenarios de ciencia ficción. Así, mientras que las proyecciones futuras hegemónicas excluyen implícita o explícitamente a los sujetos negros de la (pos)modernidad y sus consiguientes innovaciones y alienaciones tecnocientíficas, el afrofuturismo destaca el papel fundamental del sujeto afrodiaspórico en la iniciación y producción de la modernidad. En otras palabras, el afrofuturismo «reorienta la historia», en parte para ofrecer futuros contrarios o alternativos. Este artículo puede usarse como una lente a través de la cual leer textos afrofuturistas prominentes, como Mumbo Jumbo de Ishmael Reed (1972) y Stars in My Pocket Like Grains of Sand (1984) de Samuel Delany.

## The Otolith Group
En 2002, Eshun cofundó el colectivo artístico The Otolith Group junto con Anjalika Sagar. Su nombre deriva de una estructura que se encuentra en el oído interno que establece nuestro sentido de la gravedad y la orientación. Con sede en Londres, el trabajo del grupo se relaciona con materiales de archivo, con el futuro y con las historias de la transnacionalidad. Los proyectos del grupo incluyen la producción de películas y la curaduría de exposiciones como parte de una práctica integrada con el objetivo de «construir una nueva cultura cinematográfica». El grupo fue nominado al premio Turner en 2010 por su proyecto A Long Time Between Suns.

## Publicaciones
- More Brilliant than the Sun: Adventures in Sonic Fiction. London: Quartet Books. 1998. ISBN 0-7043-8025-0
- "The Microrhythmic Pneumacosm of Hype Williams" in Cinesonic: cinema and the sound of music, edited by Philip Brophy. Sydney: Australian film, television, and radio school. 2000. ISBN 978-1-876351-09-0
- "Operating System for the Redesign of Sonic Reality" in Audio Culture: Readings in Modern Music, edited by Christoph Cox & Daniel Warner. London: Continuum Books. 2004. ISBN 0-8264-1615-2
- "Learning from Lagos: A Dialogue on the Poetics of Informal Habitation" in David Adjaye: Making Public Buildings: Specificity Customization Imbrication, edited by Peter Allison. London: Thames & Hudson. 2006. ISBN 0-500-28648-5
- "Drawing the Forms of Things Unknown" and "John Akomfrah in conversation with Kodwo Eshun" in The Ghosts Of Songs: The Film Art of The Black Audio Film Collective. Liverpool: Liverpool University Press. 2007. ISBN 978-1-84631-014-0
- Post-Punk Then and Now (co-editor, with Mark Fisher and Gavin Butt. London: Repeater Books. 2016.[11]